# Рождественская (станица)
Рожде́ственская — станица в Изобильненском районе (городском округе) Ставропольского края Российской Федерации.

## Варианты названия
- Рождественское[2].

Населённый пункт назван честь праздника Рождества Пресвятой Богородицы:137.

## География
Станица расположена в юго-западной части Изобильненского района.
Расстояние до краевого центра: 23 км.
Расстояние до районного центра: 24 км.

## История
Рождественское основано в 1797 году выходцами из Бирючинского, Короткоякского и Острожского уездов Воронежской губернии, а также однодворцами из Старооскольского и Корочанского уездов Курской губернии:137. Согласно «Казачьему словарю-справочнику» (1966) среди поселенцев были беломестные казаки.
Поселение возникло у одного из сторожевых пикетов Азово-Моздокской оборонительной линии. Место, где хопёрские казаки, несшие службу на сторожевом пикете, решили обосноваться, было очень живописное и удобное для проживания: лесистая балка, по дну которой протекает живописный ручей Чибрик, приток Егорлыка.
К концу 1797 года всех переселенцев, осевших в новом селении, оказалось 52 семьи.
К 1799 году сложился основной костяк населения Рождественской. В общей сложности в эти годы здесь обосновалось более 350 семей воронежцев и курян.
2 декабря 1832 года указом Николая I селение Рождественское Пелагиадской волости Ставропольского уезда обращено в станицу и присоединено к Ставропольскому казачьему полку.
До 2017 года станица была административным центром упразднённого Рождественского сельсовета.

## Население
| 1826  | 1839  | 1845  | 1855  | 1858  | 1861  | 1867  | 1875  | 1882  |
| ----- | ----- | ----- | ----- | ----- | ----- | ----- | ----- | ----- |
| 3254  | ↘3248 | ↘2399 | ↗2710 | ↗2808 | ↘2280 | ↘1308 | ↗2585 | ↘1908 |
| 1896  | 1916  | 1989  | 2002  | 2010  | 2014  | 2021  |       |       |
| ↗2424 | ↗4284 | ↘2569 | ↗2820 | ↘2816 | ↘2800 | ↗3413 |       |       |

Национальный состав
Русские — 89 %, армяне — 8 %, даргинцы — 3 %.
По данным переписи 2002 года, 85 % населения — русские.

## Инфраструктура
На территории станицы находятся Рождественский сельский Дом культуры, детский сад № 3, средняя общеобразовательная школа № 5.
Уличная сеть насчитывает 19 улиц и 2 переулка. К улице Южной прилегает общественное открытое кладбище общей площадью 30 000 м².

## Экономика
- Цех металлопластовых и полиэтиленовых изделий ООО «Газпром трансгаз Ставрополь». Создан 2 апреля 1993 года[15],
- СПК «Рождественский». Организован 20 ноября 2003 года[16].
- Цех по изготовлению кирпича.

## Религиозные и культовые сооружения
- Храм Рождества Пресвятой Богородицы (построен в 1803 году)[17].

## Памятники
- Памятник активистам станицы, погибшим в 1921—1922 годах от рук белобандитов. 1959 год[18]
- Памятник воинам-землякам, погибшим в годы гражданской и Великой Отечественной войн. 1959 год[19]
- Курганные могильники «Рождественский 1» и «Рождественский 2» — археологические памятники эпохи бронзы — средневековья[20]